# IIRUC Service
IIRUC Service este o companie de IT din România.
Compania a fost achiziționată în februarie 2008 de către grupul Raiffeisen Informatik din Austria pentru suma de 4,5 milioane de euro.
Compania oferă servicii de IT&C, outsourcing, Field Service Support, Client Management, precum și retail cu case de marcat, cântare, echipamente IT.
Număr de angajați:
- 2009: 320[4]
- 2008: 350[1]

Cifra de afaceri:
- 2009: 11,4 milioane euro[4]
- 2008: 7,6 milioane euro[4]
- 2007: 5,6 milioane euro[2] - creștere cu 17,8%